# Loi de Planck
Pour les articles homonymes, voir Planck.

Loi de Planck (courbes colorées), décrivant précisément l'émission énergétique du corps noir aux différentes températures thermodynamiques. Le modèle classique antérieur (loi de Rayleigh-Jeans), invalide aux petites longueurs d'onde, butait sur la catastrophe ultraviolette (courbe noire).

La loi de Planck définit la distribution de luminance énergétique spectrale du rayonnement thermique du corps noir à l'équilibre thermique en fonction de sa température thermodynamique. La loi est nommée d'après le physicien allemand Max Planck, qui l'a formulée en 1900. C'est un résultat précurseur de la physique moderne et de la théorie quantique.

## Formulation
La luminance énergétique spectrale d'une surface est le flux énergétique émis par la surface par unité d'aire de la surface projetée, par unité d'angle solide, par unité spectrale (fréquence, longueur d'onde, période, nombre d'onde et leurs équivalents angulaires).
Planck a montré que la luminance énergétique spectrale d'un corps noir par unité de fréquence, en W m−2 sr−1 Hz−1 dans le Système international d'unités, s'exprime :
{\displaystyle L_{\Omega ,\nu }^{\circ }(\nu ,T)={\frac {2h\nu ^{3}}{c^{2}}}{\frac {1}{\mathrm {e} ^{\frac {h\nu }{kT}}-1}},}
qu'on peut aussi exprimer par unité de longueur d'onde en W m−3 sr−1, compte tenu des relations {\displaystyle \lambda \nu =c} et {\displaystyle \int _{0}^{+\infty }L_{\Omega ,\nu }^{\circ }(\nu ,T)\ \mathrm {d} \nu =\int _{0}^{+\infty }L_{\Omega ,\lambda }^{\circ }(\lambda ,T)\ \mathrm {d} \lambda } :
{\displaystyle L_{\Omega ,\lambda }^{\circ }(\lambda ,T)={\frac {2hc^{2}}{\lambda ^{5}}}{\frac {1}{\mathrm {e} ^{\frac {hc}{\lambda kT}}-1}},}
où :
- ν est la fréquence du rayonnement du corps noir, en s−1 ;
- λ = λ0/n, avec λ0 la longueur d'onde du rayonnement du corps noir dans le vide et n l'indice de réfraction du milieu, est la longueur d'onde du rayonnement du corps noir dans le milieu, en m ;
- h = 6,626 070 15 × 10−34 J s est la constante de Planck ;
- c = c0/n, avec c0 = 299 792 458 m s−1 la vitesse de la lumière dans le vide et n l'indice de réfraction du milieu, est la vitesse de propagation du rayonnement du corps noir dans le milieu ;
- k = 1,380 649 × 10−23 J K−1 est la constante de Boltzmann ;
- T est la température de la surface du corps noir, en K.

La loi peut être exprimée avec d'autres grandeurs, telles que l'exitance énergétique spectrale ou la densité volumique d'énergie spectrale qui sont proportionnelles à la luminance énergétique spectrale, en vertu de l'orthotropie de l'émission du corps noir (loi de Lambert).
Dans la limite des basses fréquences (c'est-à-dire des grandes longueurs d'onde), la loi de Planck tend vers la loi de Rayleigh-Jeans, tandis que dans la limite des hautes fréquences (c'est-à-dire des petites longueurs d'onde), elle tend vers la loi de Wien.
Planck a initialement développé sa loi uniquement avec des constantes empiriques, et a montré par la suite, que c'est la seule distribution d'énergie stable pour le rayonnement thermique à l'équilibre thermodynamique. Cette distribution d'énergie appartient à la famille des distributions à l'équilibre thermique, telles que la distribution de Bose-Einstein, la distribution de Fermi-Dirac et la distribution de Maxwell-Boltzmann. D'un point de vue strictement théorique, il ne faut la considérer que comme une application de la distribution de Bose-Einstein. Elle mérite tout de même sa place au classement, du fait à la fois de son antériorité, du génie de la démarche et de son apport historique (et pas uniquement pour la physique statistique) et de sa large diffusion (car très utile en thermique, et cela même pour l'étude d'un système à l'échelle macroscopique).
La longueur d'onde maximisant l'émission dépend de la température mais son produit avec la température est constant (loi du déplacement de Wien) :
{\displaystyle \lambda _{\rm {max}}\,T\approx 2,898\times 10^{-3}\ {\rm {{m}\;{\rm {K}}}}}
et
{\displaystyle L_{\Omega ,\lambda }(\lambda _{\rm {max}},T)\approx 4,067\times 10^{-6}\ T^{5}.}
L'exitance énergétique d'un corps noir, en W/m2, s'obtient par intégration de l'exitance énergétique spectrale, fournie par la loi de Planck, sur l'ensemble du spectre (loi de Stefan-Boltzmann) :
{\displaystyle M^{\circ }=\sigma \,T^{4}}
où σ = 5,670 374 × 10−8 W m−2 K−4 est la constante de Stefan-Boltzmann.

## Introduction

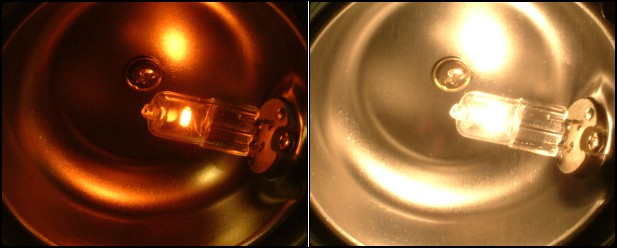
Un filament d'ampoule à incandescence émet dans le rouge à environ 700 °C ; il devient blanc puis bleu pour des températures supérieures.

La loi de Planck décrit la répartition de l'énergie électromagnétique (ou la répartition de la densité de photons) rayonnée par un corps noir à une température donnée, en fonction de la longueur d'onde. La loi de Planck est présentée sous différentes variantes, qui emploient des grandeurs telles que l'intensité, la densité de flux ou bien la répartition spectrale. Toutes ces formes des différentes grandeurs de rayonnement sont des formes différentes de la loi de Planck.
À la fin du XIXe siècle, les physiciens essayaient de comprendre le spectre du rayonnement des corps noirs en se fondant sur la physique classique, la physique statistique et l'électrodynamique classique. Des hypothèses contradictoires (loi de Wien, loi de Rayleigh-Jeans) et une concordance seulement partielle avec les résultats expérimentaux conduisirent à une situation non satisfaisante. C'est Max Planck qui, à la fin du siècle, réussit à trouver une loi de rayonnement complètement en accord avec les mesures expérimentales. Outre l'importance pratique du corps noir, la découverte de la loi de Planck en 1900 signe la naissance de la mécanique quantique : pour expliquer sa loi trouvée de manière empirique, Planck a dû supposer que la lumière (et donc le rayonnement électromagnétique en général) n'était pas absorbée et émise de manière continue, mais uniquement de manière discrète. Cette quantification de l'énergie sera à l'origine de l'article de 1905 d'Albert Einstein sur l'effet photoélectrique, mais Planck ne considère ces éléments d'énergie que comme des artefacts de calculs, car il ne croit pas à l'hypothèse atomiste.
D'après la loi du rayonnement de Kirchhoff, la capacité d'absorption et la capacité d'émission de rayonnement thermique d'un corps sont proportionnels pour toutes les longueurs d'onde. Un corps noir est un corps hypothétique qui absorbe tout le rayonnement qu'il reçoit, quelle que soit la longueur d'onde. Comme sa capacité d'absorption prend la plus grande valeur possible quelle que soit la longueur d'onde, sa capacité d'émission prend également la plus grande valeur possible. Un corps réel ne peut pas émettre plus de rayonnement thermique qu'un corps noir, car celui-ci représente une source de rayonnement thermique idéale. Comme son spectre ne dépend d'aucun autre paramètre que de la température (en particulier, il ne dépend pas des propriétés du matériau), le corps noir est une source de référence utilisée dans de nombreux cas.

## Description
Comme la loi de Planck est valable dans de nombreux contextes différents, elle s'exprime sous différentes formes, toutes dérivées les unes des autres. Pour comprendre ces différentes formes de la loi de Planck, nous allons d'abord énoncer les grandeurs qui apparaissent dans les différentes formules.
Comme il est d'usage pour les grandeurs radiométriques, différentes grandeurs de rayonnement peuvent être utilisées pour décrire le spectre du rayonnement d'un corps noir. Les dénominations et symboles utilisés ici suivent la norme ISO 9288 (1989). L'exposant « ° » indique que la grandeur en question décrit spécifiquement les propriétés d'un corps noir.
On différencie :
- les grandeurs spectrales, qui décrivent la dépendance à la fréquence (ou à la longueur d'onde) de manière explicite,
- les grandeurs totales, intégrées sur l'ensemble des fréquences (ou des longueurs d'onde) ;

ainsi que
- les grandeurs directionnelles, qui décrivent la dépendance à la direction de manière explicite,
- les grandeurs hémisphériques, intégrées sur toutes les directions de l'hémisphère.

### Luminance énergétique spectrale
La luminance énergétique spectrale {\displaystyle L_{\Omega ,\nu }^{\circ }} d'un corps noir à la température absolue T vaut
- selon la fréquence :

{\displaystyle L_{\Omega ,\nu }^{\circ }(\nu ,T)\,\cos(\beta )\mathrm {d} A\,\mathrm {d} \nu \,\mathrm {d} \Omega ={\frac {2\mathrm {h} \nu ^{3}}{c^{2}}}{\frac {1}{\mathrm {e} ^{\mathrm {h} \nu /(\mathrm {k} T)}-1}}\cos(\beta )\mathrm {d} A\,\mathrm {d} \nu \,\mathrm {d} \Omega .}
Unité SI de {\displaystyle L_{\Omega ,\nu }^{\circ }(\nu ,T)} : W m−2 Hz−1 sr−1 ;
- selon la longueur d'onde :

{\displaystyle L_{\Omega ,\lambda }^{\circ }(\lambda ,T)\,\cos(\beta )\mathrm {d} A\,\mathrm {d} \lambda \,\mathrm {d} \Omega ={\frac {2\mathrm {h} c^{2}}{\lambda ^{5}}}{\frac {1}{\mathrm {e} ^{\mathrm {h} c/(\lambda \mathrm {k} T)}-1}}\cos(\beta )\mathrm {d} A\,\mathrm {d} \lambda \,\mathrm {d} \Omega .}
Unité SI de {\displaystyle L_{\Omega ,\lambda }^{\circ }(\lambda ,T)} : W m−2 m−1 sr−1.
{\displaystyle L_{\Omega ,\lambda }^{\circ }(\lambda ,T)} est la puissance rayonnée par un élément de surface dA dans le domaine de fréquences entre ν et ν + dν, dans l’élément d'angle solide dΩ délimité par les angles azimutaux φ et φ + dφ ainsi que les angles d'ascension polaires β et β + dβ ; h est la constante de Planck, c est la célérité de la lumière dans le vide et k est la constante de Boltzmann. Le facteur cos(β) prend en compte le fait que, pour le rayonnement dans une direction indiquée par φ et β, seule la projection orthogonale à cette direction cos(β) dA de la surface dA est prise en compte comme surface rayonnante effective.
La luminance énergétique spectrale {\displaystyle L_{\Omega ,\lambda }^{\circ }(\lambda ,T)} doit être indépendante de la direction pour des raisons thermodynamiques.
Le corps noir rayonne de manière totalement diffuse, et suit le modèle du rayonnement de Lambert.
Lors du passage entre la représentation fréquentielle et la représentation en longueur d'onde, comme {\displaystyle \lambda ={\frac {c}{\nu }}}, on a les relations :
{\displaystyle |\mathrm {d} \lambda |={\frac {c}{\nu ^{2}}}|\mathrm {d} \nu |,}
{\displaystyle |\mathrm {d} \nu |={\frac {c}{\lambda ^{2}}}|\mathrm {d} \lambda |.}
La luminance énergétique spectrale est, comme son nom l'indique, une grandeur spectrale.

### Exitance énergétique spectrale
En intégrant la luminance énergétique spectrale suivant toutes les directions de l'hémisphère dans lequel rayonne l'élément de surface étudié, on obtient l'exitance énergétique spectrale {\displaystyle M_{\nu }^{\circ }(\nu ,T)}. Il vient :
| {\displaystyle M_{\nu }^{\circ }(\nu ,T)\,\mathrm {d} A\,\mathrm {d} \nu } | {\displaystyle =\int _{\text{hémisphère}}L_{\Omega ,\nu }^{\circ }(\nu ,T)\cos(\beta )\mathrm {d} A\,\mathrm {d} \nu \,\mathrm {d} \Omega }                                                                   |
|                                                                            | {\displaystyle =\int _{\phi =0}^{2\pi }\,\int _{\beta =0}^{\frac {\pi }{2}}L_{\Omega ,\nu }^{\circ }(\nu ,T)\cos(\beta )\mathrm {d} A\,\mathrm {d} \nu \,\sin(\beta )\,\mathrm {d} \phi \,\mathrm {d} \beta } |
|                                                                            | {\displaystyle =2\pi L_{\Omega ,\nu }^{\circ }(\nu ,T)\,\mathrm {d} A\,\mathrm {d} \nu \int _{\beta =0}^{\frac {\pi }{2}}\cos(\beta )\sin(\beta )\mathrm {d} \beta }                                          |
|                                                                            | {\displaystyle =\pi L_{\Omega ,\nu }^{\circ }(\nu ,T)\,\mathrm {d} A\,\mathrm {d} \nu ,} |

soit :
- selon la fréquence :

{\displaystyle M_{\nu }^{\circ }(\nu ,T)\,\mathrm {d} A\,\mathrm {d} \nu ={\frac {2\pi \mathrm {h} \nu ^{3}}{c^{2}}}{\frac {1}{\mathrm {e} ^{\mathrm {h} \nu /(\mathrm {k} T)}-1}}\,\mathrm {d} A\,\mathrm {d} \nu .}
Unité SI de {\displaystyle M_{\nu }^{\circ }(\nu ,T)} : W m−2 Hz−1 ;
- selon la longueur d'onde :

{\displaystyle M_{\lambda }^{\circ }(\lambda ,T)\,\mathrm {d} A\,\mathrm {d} \lambda ={\frac {2\pi \mathrm {h} c^{2}}{\lambda ^{5}}}{\frac {1}{\mathrm {e} ^{\mathrm {h} c/(\lambda \mathrm {k} T)}-1}}\,\mathrm {d} A\,\mathrm {d} \lambda .}
Unité SI de {\displaystyle M_{\lambda }^{\circ }(\lambda ,T)} : W m−2 m−1.
{\displaystyle M_{\nu }^{\circ }(\nu ,T)\,\mathrm {d} A\,\mathrm {d} \nu } est la puissance rayonnée par l'élément de surface dA dans le domaine de fréquences entre ν et ν + dν dans le demi-espace. L'exitance énergétique spectrale est une grandeur spectrale hémisphérique.

### Luminance énergétique
En intégrant la luminance énergétique spectrale non pas sur les directions mais sur les fréquences, on obtient la luminance énergétique (totale) {\displaystyle L_{\Omega }^{\circ }(T)}, telle que :
{\displaystyle L_{\Omega }^{\circ }(T)\cos(\beta )\mathrm {d} A\,\mathrm {d} \Omega =\int _{\nu =0}^{\infty }L_{\Omega ,\nu }^{\circ }(\nu ,T)\cos(\beta )\mathrm {d} A\,\mathrm {d} \nu \,\mathrm {d} \Omega .}
Comme {\displaystyle \int _{0}^{\infty }{\frac {x^{3}}{\mathrm {e} ^{x}-1}}\,\mathrm {d} x={\frac {\pi ^{4}}{15}}}, le calcul de l'intégrale donne :
{\displaystyle L_{\Omega }^{\circ }(T)\cos(\beta )\mathrm {d} A\,\mathrm {d} \Omega ={\frac {2\pi ^{4}\mathrm {k} ^{4}}{15\mathrm {h} ^{3}c^{2}}}\,T^{4}\cos(\beta )\,\mathrm {d} A\,\mathrm {d} \Omega .}
Unité SI de {\displaystyle L_{\Omega }^{\circ }(T)} : W m−2 sr−1.
{\displaystyle L_{\Omega }^{\circ }(T)\cos(\beta )\mathrm {d} A\,\mathrm {d} \Omega } est la puissance rayonnée par l'élément de surface dA sur toutes les fréquences dans l'angle solide dans la direction donnée par β.
La luminance énergétique est une grandeur totale directionnelle.

### Exitance énergétique, densité de flux radiatif, loi de Stefan-Boltzmann
En intégrant l'exitance énergétique spectrale sur toutes les fréquences ou bien la luminance énergétique sur toutes les directions de l'hémisphère, on obtient l'exitance énergétique (ou densité de flux radiatif) {\displaystyle M^{\circ }(T)}, telle que :
| {\displaystyle M^{\circ }(T)\,\mathrm {d} A} | {\displaystyle =\int _{\nu =0}^{\infty }M_{\nu }^{\circ }(\nu ,T)\,\mathrm {d} A\,\mathrm {d} \nu } | {\displaystyle =\int _{\text{hémisphère}}L_{\Omega }^{\circ }(T)\cos(\beta )\,\mathrm {d} A\,\mathrm {d} \Omega } |
|                                              | | {\displaystyle =\pi L_{\Omega }^{\circ }(T)\,\mathrm {d} A,}                                                      |

soit :
{\displaystyle M^{\circ }(T)\,\mathrm {d} A=\sigma \,T^{4}\,\mathrm {d} A.}
Unité SI de {\displaystyle M^{\circ }(T)} : W m−2, avec la constante de Stefan-Boltzmann :
{\displaystyle \sigma ={\frac {2\pi ^{5}\mathrm {k} ^{4}}{15\mathrm {h} ^{3}c^{2}}}\approx 5{,}670\,374\times 10^{-8}~{\rm {{W}\cdot m^{-2}\cdot K^{-4}.}}}
{\displaystyle M^{\circ }(T)\,\mathrm {d} A} est la puissance rayonnée par l'élément de surface dA sur toutes les fréquences dans l'hémisphère.
L'exitance énergétique est une grandeur totale hémisphérique.

### Flux radiatif
En intégrant l'exitance énergétique (densité de flux radiatif), sur l'ensemble de la surface rayonnante d'aire A, on obtient le flux radiatif (ou puissance rayonnée) de cette surface {\displaystyle \Phi ^{\circ }(T)}, pour laquelle :
{\displaystyle \Phi ^{\circ }(T)=\int _{\text{surface}}M^{\circ }(T)\,\mathrm {d} A,}
soit :
{\displaystyle \Phi ^{\circ }(T)=\sigma \,T^{4}\,A.}
Unité SI de {\displaystyle \Phi ^{\circ }(T)} : W.
{\displaystyle \Phi ^{\circ }(T)} est la puissance rayonnée par l'ensemble de la surface sur toutes les fréquences et dans l'hémisphère.

### Densité spectrale d'énergie du rayonnement d'une cavité à rayonnement isotrope
Considérons une cavité fermée dont les parois sont composées d'un matériau quelconque et maintenues à la température T. À l'équilibre thermique, la cavité est emplie d'un rayonnement thermique isotrope, dont les caractéristiques ne dépendent que de la température T, et qui a donc un caractère universel.
En insérant un corps noir dans cette cavité, le rayonnement de la cavité doit redevenir identique après avoir atteint l'équilibre thermique, puisque le rayonnement ne dépend que de la température T. Comme le corps noir absorbe une certaine quantité de rayonnement et doit en émettre la même quantité au même moment pour garantir l'équilibre, les luminances énergétiques spectrales de la cavité et le rayonnement du corps noir doivent être identiques. Les expressions des grandeurs obtenues ci-dessus sont donc également valables pour le rayonnement de la cavité, et celui-ci a une énergie volumique de rayonnement constante, comme nous allons le voir.
Considérons une calotte sphérique emplie d'un rayonnement de corps creux dû à la température T. Comme les grandeurs de rayonnement sont les mêmes que pour le rayonnement du corps noir, la puissance incidente sur un élément de surface dA au centre du disque sur lequel repose la calotte, provenant de l'ensemble de la calotte sphérique, et dans le domaine de fréquences de ν à ν + dν, est donnée par la formule de l'exitance énergétique spectrale :
{\displaystyle W_{\nu }^{\circ }(\nu ,T)\,\mathrm {d} A\,\mathrm {d} \nu =M_{\nu }^{\circ }(\nu ,T)\,\mathrm {d} A\,\mathrm {d} \nu .\quad (*)}
Soit {\displaystyle U_{\nu }^{\circ }\,\mathrm {d} \nu } la densité d'énergie dans l'intervalle de fréquences de ν à ν + dν, et nν la densité de photons dans le même intervalle de fréquences :
{\displaystyle U_{\nu }^{\circ }\,\mathrm {d} \nu =\mathrm {h} \,\nu \,n_{\nu }\,\mathrm {d} \nu .}
Comme le rayonnement est isotrope, la quantité de photons nΩ,ν provenant de l'angle solide dΩ (donc de directions entre φ et φ + dφ et entre β et β + dβ) est donnée par le rapport de dΩ à l'angle solide de l'espace tout entier 4π. La densité de photons de fréquence entre ν et ν + dν provenant de l'angle solide dΩ est donc :
{\displaystyle n_{\Omega ,\nu }\,\mathrm {d} \nu \,\mathrm {d} \Omega =n_{\nu }\,\mathrm {d} \nu {\frac {\mathrm {d} \Omega }{4\pi }}=n_{\nu }\,\mathrm {d} \nu {\frac {\sin(\beta )\mathrm {d} \beta \mathrm {d} \phi }{4\pi }}.}
Parmi tous les photons de l'intervalle dν provenant de la direction dΩ, certains atteignent une surface dA se trouvant dans un cylindre penché d'un angle β dans la direction de dΩ et de surface de base dA. Par unité de temps dt, les photons qui traversent dA sont ceux qui se trouvent dans le cylindre de longueur cdt. Ils traversent donc dA avec un taux :
{\displaystyle n_{\Omega ,\nu }\,\mathrm {d} \nu \,\mathrm {d} \Omega \,\cos(\beta )\,\mathrm {d} A\,c.}
Comme chaque photon a une énergie hν, l'énergie traversant dA par unité de temps vaut :
{\displaystyle W_{\Omega ,\nu }^{\circ }(\nu ,\beta ,T)\,\mathrm {d} A\,\mathrm {d} \nu \,\mathrm {d} \Omega =\mathrm {h} \,\nu \,n_{\Omega ,\nu }\,\mathrm {d} \nu \,\mathrm {d} \Omega \,\cos(\beta )\,\mathrm {d} A\,c=\mathrm {h} \,\nu \,c\,n_{\nu }\,\mathrm {d} \nu {\frac {1}{4\pi }}\sin(\beta )\cos(\beta )\,\mathrm {d} \beta \,\mathrm {d} \phi \,\mathrm {d} A.}
Des photons provenant de l'ensemble de la calotte sphérique traversent dA. L'intégration sur l'hémisphère donne :
|  | {\displaystyle W_{\nu }^{\circ }(\nu ,T)\,\mathrm {d} A\,\mathrm {d} \nu } | {\displaystyle =\mathrm {h} \,\nu \,c\,n_{\nu }\,\mathrm {d} \nu {\frac {1}{4\pi }}\int _{\phi =0}^{2\pi }\int _{\beta =0}^{\frac {\pi }{2}}\sin(\beta )\cos(\beta )\,\mathrm {d} \beta \,\mathrm {d} \phi \,\mathrm {d} A} |
|  |                                                                            | {\displaystyle =\mathrm {h} \nu \,c\,n_{\nu }\,\mathrm {d} \nu \,{\frac {1}{4}}\,\mathrm {d} A} |
|  |                                                                            | {\displaystyle =U_{\nu }^{\circ }(\nu ,T)\,{\frac {c}{4}}\,\mathrm {d} A\,\mathrm {d} \nu }. |

La comparaison avec {\displaystyle (*)} fait apparaître la relation :
{\displaystyle U_{\nu }^{\circ }(\nu ,T)={\frac {4}{c}}M_{\nu }^{\circ }(\nu ,T).}
On a donc :
- selon la fréquence :

{\displaystyle U_{\nu }^{\circ }(\nu ,T)\,\mathrm {d} \nu \,\mathrm {d} V={\frac {8\pi \mathrm {h} \nu ^{3}}{c^{3}}}{\frac {1}{\mathrm {e} ^{\mathrm {h} \nu /(\mathrm {k} T)}-1}}\,\mathrm {d} \nu \,\mathrm {d} V.}
Unité SI de {\displaystyle U_{\nu }^{\circ }(\nu ,T)} : J m−3 s ou bien J m−3 Hz−1 ;
- selon la longueur d'onde :

{\displaystyle U_{\lambda }^{\circ }(\lambda ,T)\,\mathrm {d} \lambda \,\mathrm {d} V={\frac {8\pi \mathrm {h} c}{\lambda ^{5}}}{\frac {1}{\mathrm {e} ^{\mathrm {h} c/(\lambda \mathrm {k} T)}-1}}\,\mathrm {d} \lambda \,\mathrm {d} V.}
Unité SI de {\displaystyle U_{\lambda }^{\circ }(\lambda ,T)} : J m−4 ou bien J m−3 m−1.
{\displaystyle U_{\nu }^{\circ }(\nu ,T)\,\mathrm {d} \nu \,\mathrm {d} V} est l'énergie du rayonnement thermique dans le domaine de fréquence de ν à ν + dν qui se trouve dans le volume élémentaire dV de la cavité rayonnante.

### Densité totale d'énergie du rayonnement d'une cavité à rayonnement isotrope
En intégrant la densité spectrale d'énergie du rayonnement d'une cavité rayonnante sur toutes les fréquences, on obtient la densité totale d'énergie du rayonnement de la cavité à rayonnement isotrope {\displaystyle U^{\circ }} :
{\displaystyle U^{\circ }(T)\,\mathrm {d} V=\int _{\nu =0}^{\infty }U_{\nu }^{\circ }(\nu ,T)\,\mathrm {d} \nu \,\mathrm {d} V.}
Le calcul de l'intégrale donne :
{\displaystyle U^{\circ }(T)\,\mathrm {d} V=\sigma ^{\star }\,T^{4}\,\mathrm {d} V}
avec la constante radiative
{\displaystyle \sigma ^{\star }={\frac {8\pi ^{5}\mathrm {k} ^{4}}{15\mathrm {h} ^{3}c^{3}}}=7{,}56\times 10^{-16}~\mathrm {W} \cdot \mathrm {s} \cdot \mathrm {m} ^{-3}\cdot \mathrm {K} ^{-4}}
Unité SI de {\displaystyle U^{\circ }(T)} : J m−3.
{\displaystyle U^{\circ }(T)\,\mathrm {d} V} est l'énergie du rayonnement thermique de toutes les fréquences se trouvant dans le volume dV de la cavité.

### Formulaire
|  | Luminance énergétique spectrale |  | |
|  | {\displaystyle L_{\Omega ,\nu }^{\circ }(\nu ,T)={\frac {2\mathrm {h} \nu ^{3}}{c^{2}}}{\frac {1}{\mathrm {e} ^{\mathrm {h} \nu /(\mathrm {k} T)}-1}}}                                                                                                  |  | {\displaystyle L_{\Omega ,\lambda }^{\circ }(\lambda ,T)={\frac {2\mathrm {h} c^{2}}{\lambda ^{5}}}{\frac {1}{\mathrm {e} ^{\mathrm {h} c/(\lambda \mathrm {k} T)}-1}}} |
|  | Unité : W m−2 Hz−1 sr−1 |  | Unité : W m−2 m−1 sr−1 |
|  | |  | |
|  | Exitance énergétique spectrale |  | |
|  | {\displaystyle M_{\nu }^{\circ }(\nu ,T)={\frac {2\pi \mathrm {h} \nu ^{3}}{c^{2}}}{\frac {1}{\mathrm {e} ^{\mathrm {h} \nu /(\mathrm {k} T)}-1}},} |  | {\displaystyle M_{\lambda }^{\circ }(\lambda ,T)={\frac {2\pi \mathrm {h} c^{2}}{\lambda ^{5}}}{\frac {1}{\mathrm {e} ^{\mathrm {h} c/(\lambda \mathrm {k} T)}-1}},}    |
|  | Unité : W m−2 Hz−1 |  | Unité : W m−2 m−1 |
|  | |  | |
|  | Luminance énergétique |  | |
|  | {\displaystyle L_{\Omega }^{\circ }(T)={\frac {2\pi ^{4}\mathrm {k} ^{4}}{15\mathrm {h} ^{3}c^{2}}}T^{4}} |  | |
|  | Unité : W m−2 sr−1 |  | |
|  | |  | |
|  | Exitance énergétique (loi de Stefan-Boltzmann) |  | |
|  | {\displaystyle M^{\circ }(T)=\sigma \,T^{4}} avec la constante de Stefan-Boltzmann {\displaystyle \sigma ={\frac {2\pi ^{5}\mathrm {k} ^{4}}{15\mathrm {h} ^{3}c^{2}}}=5{,}67\times 10^{-8}~\mathrm {W} \cdot \mathrm {m} ^{-2}\cdot \mathrm {K} ^{-4}} |  | |
|  | Unité : W m−2 |  | |
|  | |  | |
|  | Densité spectrale d'énergie d'une cavité à rayonnement isotrope |  | |
|  | {\displaystyle U_{\nu }^{\circ }(\nu ,T)={\frac {8\pi \mathrm {h} \nu ^{3}}{c^{3}}}{\frac {1}{\mathrm {e} ^{\mathrm {h} \nu /(\mathrm {k} T)}-1}}} |  | {\displaystyle U_{\lambda }^{\circ }(\lambda ,T)={\frac {8\pi \mathrm {h} c}{\lambda ^{5}}}{\frac {1}{\mathrm {e} ^{\mathrm {h} c/(\lambda \mathrm {k} T)}-1}}}         |
|  | Unité : J m−3 Hz−1 |  | Unité : J m−3 m−1 |
|  | |  | |
|  | Densité totale d'énergie d'une cavité à rayonnement isotrope |  | |
|  | {\displaystyle U^{\circ }(T)=\sigma ^{\star }\,T^{4}} avec {\displaystyle \sigma ^{\star }={\frac {8\pi ^{5}\mathrm {k} ^{4}}{15\mathrm {h} ^{3}c^{3}}}=7{,}56\times 10^{-16}~\mathrm {J} \cdot \mathrm {m} ^{-3}\cdot \mathrm {K} ^{-4}}               |  | |
|  | Unité : J m−3 |  | |

On peut considérer le nombre de photons émis par unité de temps, plutôt que l'énergie rayonnée. Comme un photon de fréquence {\displaystyle \nu } (ou de longueur d'onde {\displaystyle \lambda ={\frac {c}{\nu }}}) a une énergie {\displaystyle h\nu } (ou {\displaystyle {\frac {hc}{\lambda }}}) on a :
|  | Luminance photonique spectrale |  | |
|  | {\displaystyle {\tilde {L}}_{\Omega ,\nu }^{\circ }(\nu ,T)={\frac {2\nu ^{2}}{c^{2}}}{\frac {1}{\mathrm {e} ^{\mathrm {h} \nu /(\mathrm {k} T)}-1}}}  |  | {\displaystyle {\tilde {L}}_{\Omega ,\lambda }^{\circ }(\lambda ,T)={\frac {2c}{\lambda ^{4}}}{\frac {1}{\mathrm {e} ^{\mathrm {h} c/(\lambda \mathrm {k} T)}-1}}} |
|  | Unité : photons s−1 m−2 Hz−1 sr−1 |  | Unité : photons s−1 m−2 m−1 sr−1 |
|  | |  | |
|  | Exitance photonique spectrale |  | |
|  | {\displaystyle {\tilde {M}}_{\nu }^{\circ }(\nu ,T)={\frac {2\pi \nu ^{2}}{c^{2}}}{\frac {1}{\mathrm {e} ^{\mathrm {h} \nu /(\mathrm {k} T)}-1}}}      |  | {\displaystyle {\tilde {M}}_{\lambda }^{o}(\lambda ,T)={\frac {2\pi c}{\lambda ^{4}}}{\frac {1}{e^{\left({\frac {hc}{\lambda kT}}\right)}-1}}}                     |
|  | Unité : photons s−1 m−2 Hz−1 |  | Unité : photons s−1 m−2 m−1 |
|  | |  | |
|  | Luminance photonique |  | |
|  | {\displaystyle {\tilde {L}}_{\Omega }^{\circ }(T)={\frac {4\zeta (3)\mathrm {k} ^{3}}{\mathrm {h} ^{3}c^{2}}}\,T^{3}=4{,}840\times 10^{14}\,T^{3}}     |  | |
|  | avec la constante d'Apéry {\displaystyle \zeta (3)=1{,}202\,056\,903\ldots }                                                                           |  | |
|  | Unité : photons s−1 m−2 sr−1 |  | |
|  | |  | |
|  | Exitance photonique (loi de Stefan-Boltzmann pour le taux de photons)                                                                                  |  | |
|  | {\displaystyle {\tilde {L}}_{\Omega }^{\circ }(T)={\frac {4\pi \zeta (3)\mathrm {k} ^{3}}{\mathrm {h} ^{3}c^{2}}}\,T^{3}=1{,}520\times 10^{15}\,T^{3}} |  | |
|  | Unité : photons s−1 m−2 |  | |
|  | |  | |
|  | Densité spectrale de photons d'une cavité à rayonnement isotrope                                                                                       |  | |
|  | {\displaystyle {\tilde {U}}_{\nu }^{\circ }(\nu ,T)={\frac {8\pi \nu ^{2}}{c^{3}}}{\frac {1}{\mathrm {e} ^{\mathrm {h} \nu /(\mathrm {k} T)}-1}}}      |  | {\displaystyle {\tilde {U}}_{\lambda }^{\circ }(\lambda ,T)={\frac {8\pi }{\lambda ^{4}}}{\frac {1}{\mathrm {e} ^{\mathrm {h} c/(\lambda \mathrm {k} T)}-1}}}      |
|  | Unité : photons m−3 Hz−1 |  | Unité : photons m−3 μm−1 |
|  | |  | |
|  | Densité totale de photons d'une cavité à rayonnement isotrope                                                                                          |  | |
|  | {\displaystyle {\tilde {U}}^{\circ }(T)={\frac {16\pi \zeta (3)\mathrm {k} ^{3}}{\mathrm {h} ^{3}c^{3}}}\,T^{3}=2{,}029\times 10^{7}\,T^{3}}           |  | |
|  | Unité : photons m−3 |  | |

## Conséquences
La loi de Planck a unifié et confirmé des lois qui avaient été trouvées précédemment à la suite d'expériences ou de considérations thermodynamiques :
- la loi de Stefan-Boltzmann, qui donne l'énergie totale rayonnée par un corps noir, proportionnelle à T4 ;
- la loi de Rayleigh-Jeans, qui décrit la distribution spectrale d'énergie pour les grandes longueurs d'onde ;
- la loi de Wien, qui décrit la distribution spectrale d'énergie pour les petites longueurs d'onde ;
- la loi du déplacement de Wien, que Wien (1864-1928) formula en 1893, qui établit le rapport entre le maximum d'émission d'un corps noir et sa température.

## Lois de rayonnement et hypothèse quantique
Considérons le cas d'une cavité cubique de côté L et de volume V, dont les parois sont parfaitement réfléchissantes. À l'équilibre, ne peuvent y apparaître que des ondes stationnaires. Ces ondes peuvent être dirigées suivant n'importe quelle direction, mais doivent satisfaire à une même condition : un nombre entier de demi-longueurs d'onde doit passer entre deux surfaces parallèles de la cavité. Il ne peut donc y avoir que certains états vibratoires discrets. Le rayonnement total à l'intérieur de la cavité provient de ces différentes ondes stationnaires. Il y a {\displaystyle {\frac {8\pi V}{c^{3}}}\nu ^{2}\mathrm {d} \nu } états vibratoires possibles dans l'intervalle de fréquences entre {\displaystyle \nu } et {\displaystyle \nu +\mathrm {d} \nu }. (Le nombre d'états vibratoires possibles augmente avec la fréquences.) La densité d'états, c’est-à-dire le nombre d'états vibratoires possibles dans l'intervalle de fréquences entre {\displaystyle \nu } et {\displaystyle \nu +\mathrm {d} \nu } et par unité de volume, vaut :
{\displaystyle g(\nu )\,\mathrm {d} \nu ={\frac {8\pi }{c^{3}}}\,\nu ^{2}\,\mathrm {d} \nu .}
En considérant tous ces états vibratoires comme des oscillateurs harmoniques de fréquence ν, on devrait s'attendre d'après le théorème d'équipartition de l'énergie à ce que, à l'équilibre thermique du milieu à la température T, chaque oscillateur porte l'énergie cinétique kT/2 et l'énergie potentielle kT/2, soit une énergie totale de kT. La densité d'énergie dans la cavité dans l'intervalle de fréquence entre ν et ν + dν serait alors :
{\displaystyle U_{\nu }^{\rm {RJ}}(\nu ,T)\,\mathrm {d} \nu ={\frac {8\pi }{c^{3}}}\,\mathrm {k} T\,\nu ^{2}\,\mathrm {d} \nu .}
Ceci est la loi de Rayleigh-Jeans. Elle rend bien compte de la densité d'énergie mesurée pour les faibles fréquences, mais prévoit faussement, avec l'augmentation de la fréquence, une augmentation quadratique de la densité d'énergie (catastrophe ultraviolette). Ce qui conduirait à ce que la cavité contienne une densité d'énergie infinie : chaque état vibratoire ne porte que l'énergie kT, mais une infinité de tels états vibratoires sont excités.
Les physiciens étaient conscients de cette conséquence et cherchèrent une formule différente pour résoudre le problème de la catastrophe ultraviolette. Wien établit sa loi du rayonnement en 1896, mais elle ne parvint pas à décrire les faibles fréquences. Planck l'améliora en 1900 en commençant par introduire un simple −1 dans la loi du rayonnement de Wien. Cette formule n'était qu'empirique, mais elle correspondait bien aux mesures expérimentales sur l'ensemble du spectre de fréquences. Mais Planck n'en était pas satisfait. Il réussit à remplacer les constantes C et c de la loi de Wien par des constantes naturelles ; seul restait un facteur h. C'était l'heure de naissance de la physique quantique : Planck devait concéder, contre ses propres convictions, que les transferts d'énergie ne se faisaient pas continûment mais de manière discrète, par des multiples d'unités de h (h comme Hilfskonstante : constante d'aide), appelé plus tard quantum d'action de Planck en son honneur.
D'après cette hypothèse quantique introduite par Planck, un oscillateur de fréquence ν ne peut prendre que des états d'énergie discrets multiples de hν, et ne peut être excité qu'à partir d'une énergie minimum hν. Les états vibratoires dont l'énergie minimale hν est nettement supérieure à l'énergie thermique kT disponible ne peuvent pas être excités et sont donc gelés. Les états vibratoires dont l'énergie minimale hν est très légèrement supérieure à kT peuvent être excités avec une certaine probabilité, et une fraction de ces états participent donc au rayonnement total de la cavité. Les états vibratoires d'énergie minimale hν inférieure à kT, donc de fréquences inférieures, sont très certainement excités.
La physique statistique montre que dans ces conditions, un état vibratoire porte en moyenne l'énergie {\displaystyle {\frac {\mathrm {h} \nu }{\mathrm {e} ^{\mathrm {h} \nu /(\mathrm {k} T)}-1}}}.
En multipliant cette énergie par la densité d'états vibratoires possibles {\displaystyle g(\nu )\,\mathrm {d} \nu }, on obtient la densité d'énergie de Planck :
{\displaystyle U_{\nu }^{\circ }(\nu ,T)\,\mathrm {d} \nu ={\frac {8\pi \mathrm {h} \nu ^{3}}{c^{3}}}{\frac {1}{\mathrm {e} ^{\mathrm {h} \nu /(\mathrm {k} T)}-1}}\,\mathrm {d} \nu .}
La catastrophe ultraviolette est donc évitée, car les états vibratoires de haute fréquence qui pourraient exister d'après des considérations géométriques ne peuvent pas être excités à cause de leur énergie d'excitation minimale hν trop importante, et ne participent donc pas à la densité d'énergie dans la cavité. La densité spectrale d'énergie diminue donc avec les plus hautes fréquence après être passée par un maximum, et la densité totale d'énergie reste finie.

## Répartition de l'intensité du rayonnement du corps noir

### Émission

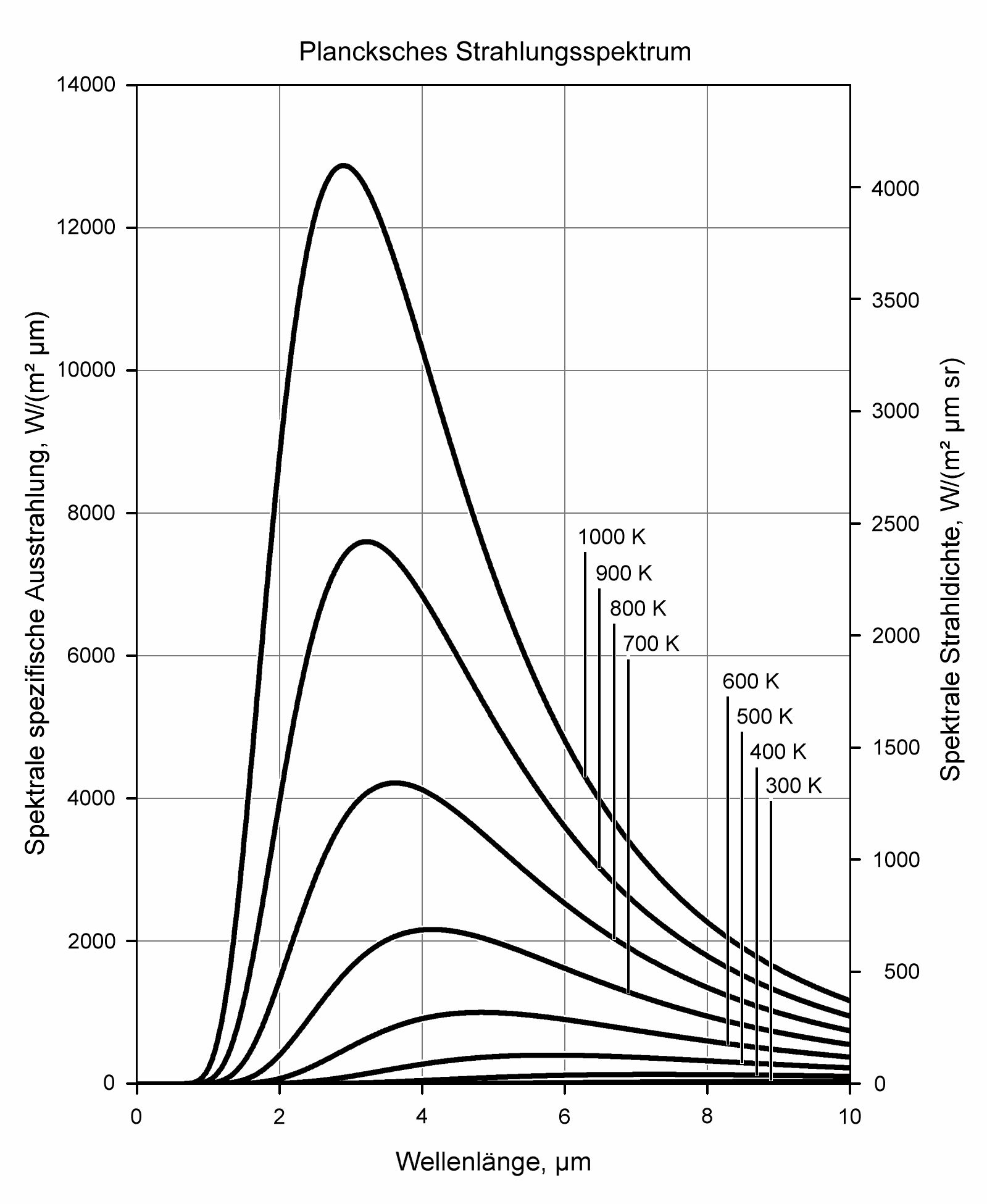
Spectres de rayonnement de Planck pour différentes températures.

Le premier graphe ci-contre présente les spectres du rayonnement de Planck pour différentes températures entre 300 K et 1 000 K. On reconnaît la forme typique de courbe en cloche avec un maximum clairement visible, une pente forte pour les faibles longueurs d'onde et une pente descendant plus doucement vers les grandes longueurs d'onde. Le maximum de rayonnement se décale vers les faibles longueurs d'onde avec la température croissante, comme le décrit la loi du déplacement de Wien. En outre comme le décrit la loi de Stefan-Boltzmann, l'exitance énergétique (correspondant à la surface sous la courbe de chaque exitance énergétique spectrale) augmente avec la puissance quatrième de la température. Une telle augmentation fait qu'il est difficile de présenter un tel graphe sur une plage de températures importante.

Spectres de rayonnement de Planck pour différentes températures, en représentation log-log.

Pour pallier ce problème, le second graphe utilise une représentation logarithmique pour les deux axes. Sont présentés ici les spectres de rayonnement de Planck pour des températures de 100 K à 10 000 K.
La courbe rouge correspond à 300 K, ce qui correspond à la température ambiante. Le maximum pour cette courbe est atteint pour une longueur d'onde de 10 μm. C'est donc autour de cette longueur d'onde (infrarouges lointains) que se font les échanges d'énergie par rayonnement des objets à température ambiante. Les thermomètres infrarouges ou les caméras thermographiques fonctionnent donc dans ces longueurs d'onde.
La courbe pour 3 000 K correspond au rayonnement typique d'une lampe à incandescence. Une partie du rayonnement est émis dans le domaine visible. Toutefois le maximum d'émission se situe encore dans l'infrarouge proche.
La courbe jaune correspond à 5 777 K, la température effective du Soleil. Le maximum d'émission est au milieu du domaine visible. Heureusement, la majorité du rayonnement thermique ultraviolet du Soleil est absorbé par la couche d'ozone de l'atmosphère terrestre.

### Réception
Comme on le voit sur le graphe précédent, l'exitance énergétique spectrale du Soleil pour toutes les longueurs d'onde est bien plus importante que l'exitance des objets terrestres à 300 K. Pour une longueur d'onde de 10 μm, un mètre carré de surface de Soleil émet 400 fois plus qu'un mètre carré de façade de maison. Toutefois cela ne signifie pas que le rayonnement thermique environnant provient en majorité du Soleil. Pour obtenir l'intensité de rayonnement rapportée à un mètre carré de surface réceptrice, Il faut multiplier la luminance spectrale par l'angle solide Ω visible depuis cette surface. Pour un observateur terrestre, le Soleil ne représente qu'une très petite source (Ω = 6,8 × 10−5 sr). En comparaison avec un objet terrestre à 300 K remplissant le champ de vision de l'observateur à moitié (Ω = 3,14 sr), l'intensité de rayonnement du Soleil à λ = 10 μm est plus faible d'un facteur 400 × 6,8 × 10-5 / π ≈ 1/100, donc pratiquement négligeable. À ceci s'ajoute l'absorption d'une partie du rayonnement thermique du Soleil par l'atmosphère, et une diminution supplémentaire due au fait que la surface réceptrice ne reçoit pas le rayonnement orthogonalement.